# Reakcja Kostaneckiego
Reakcja Kostaneckiego (zwana też acylacją Kostaneckiego lub annulacją Kostaneckiego-Robinsona) jest stosowaną w syntezie organicznej metodą otrzymywania kromonów oraz pochodnych kumaryny, polegającą na acylowaniu ketonów o-hydroksyarylowych, po którym następuje cyklizacja. 

Reakcję na przełomie XIX i XX wieku opracował Stanisław Kostanecki:

## Mechanizm
W mechanizmie reakcji Kostaneckiego można wyróżnić trzy kolejne procesy:
- O-acylowanie fenolu z utworzeniem produktu przejściowego o strukturze tetraedrycznej
- wewnątrzcząsteczkowa kondensacja aldolowa, w której następuje cyklizacja i tworzy się hydroksydihydrokromon
- eliminacja grupy hydroksylowej z utworzeniem kromonu lub kumaryny.